# JAC Refine S2
JAC Refine S2 — субкомпактный кроссовер, выпускаемый китайской компанией JAC Motors с 2015 года.

## Описание
Автомобиль JAC Refine S2 впервые был представлен в апреле 2015 года на Шанхайском автосалоне, затем в августе 2015 года началось производство модели. В иерархии автомобиль занимает промежуток между JAC Refine S2 Mini и JAC Refine S3. Цены варьировались от 58800 до 75800 юаней.

Автомобиль оснащён 1,5-литровым четырёхцилиндровым бензиновым двигателем внутреннего сгорания мощностью 113 л. с. и крутящим моментом 146 Н⋅м. Двигатель сочетался в паре с шестиступенчатой механической трансмиссией или вариатором.
- JAC Refine S2
- Вид сзади

### JAC iEV7S
JAC iEV7S является электромобилем на базе JAC Refine S2. Он оснащён электродвигателем мощностью 116 л. с. и крутящим моментом 270 Н⋅м.
- JAC iEV7S
- Вид сзади

### EVO3
EVO3 является модернизацией Refine S2. Продаётся в Италии, Франции, Болгарии и Испании.